# Кубок Англії з футболу 1922—1923
Кубок Англії з футболу 1922—1923 — 48-й розіграш найстарішого футбольного турніру у світі, Кубка виклику Футбольної Асоціації, також відомого як Кубок Англії. Вперше титул здобув Болтон Вондерерз.

## Перший раунд
| Дата                  | Господарі                | Рахунок | Гості                    |
| --------------------- | ------------------------ | ------- | ------------------------ |
| 13 січня              | Бристоль Сіті            | 5:1     | Рексем                   |
| 13 січня              | Бері                     | 2:1     | Лутон Таун               |
| 13 січня              | Ліверпуль                | 0:0     | Арсенал                  |
| 17 січня Перегравання | Арсенал                  | 1:4     | Ліверпуль                |
| 13 січня              | Саут Шилдс               | 3:1     | Галіфакс Таун            |
| 13 січня              | Лестер Сіті              | 4:0     | Фулгем                   |
| 13 січня              | Ноттінгем Форест         | 0:0     | Шеффілд Юнайтед          |
| 17 січня Перегравання | Шеффілд Юнайтед          | 0:0     | Ноттінгем Форест         |
| 22 січня Перегравання | Ноттінгем Форест         | 1:1     | Шеффілд Юнайтед          |
| 23 січня Перегравання | Шеффілд Юнайтед          | 1:0     | Ноттінгем Форест         |
| 13 січня              | Астон Вілла              | 0:1     | Блекберн Роверз          |
| 13 січня              | Венсдей                  | 3:0     | Нью-Брайтон              |
| 13 січня              | Вест-Бромвіч Альбіон     | 0:0     | Стейлібрідж Селтік       |
| 17 січня Перегравання | Стейлібрідж Селтік       | 0:2     | Вест-Бромвіч Альбіон     |
| 13 січня              | Сандерленд               | 3:1     | Бернлі                   |
| 13 січня              | Дербі Каунті             | 2:0     | Блекпул                  |
| 13 січня              | Евертон                  | 1:1     | Бредфорд Парк-Авеню      |
| 17 січня Перегравання | Бредфорд Парк-Авеню      | 1:0     | Евертон                  |
| 13 січня              | Свіндон Таун             | 0:0     | Барнслі                  |
| 18 січня Перегравання | Барнслі                  | 2:0     | Свіндон Таун             |
| 13 січня              | Ньюкасл Юнайтед          | 0:0     | Саутгемптон              |
| 17 січня Перегравання | Саутгемптон              | 3:1     | Ньюкасл Юнайтед          |
| 13 січня              | Тоттенгем Готспур        | 0:0     | Ворксоп Таун             |
| 15 січня Перегравання | Тоттенгем Готспур        | 9:0     | Ворксоп Таун             |
| 13 січня              | Манчестер Сіті           | 1:2     | Чарльтон Атлетік         |
| 13 січня              | Квінз Парк Рейнджерс     | 1:0     | Крістал Пелес            |
| 13 січня              | Портсмут                 | 0:0     | Лідс Юнайтед             |
| 17 січня Перегравання | Лідс Юнайтед             | 3:1     | Портсмут                 |
| 13 січня              | Брайтон енд Гоув Альбіон | 1:1     | Корінтіан                |
| 17 січня Перегравання | Корінтіан                | 1:1     | Брайтон енд Гоув Альбіон |
| 22 січня Перегравання | Брайтон енд Гоув Альбіон | 1:0     | Корінтіан                |
| 13 січня              | Норвіч Сіті              | 0:2     | Болтон Вондерерз         |
| 13 січня              | Плімут Аргайл            | 0:0     | Ноттс Каунті             |
| 17 січня Перегравання | Ноттс Каунті             | 0:1     | Плімут Аргайл            |
| 13 січня              | Бредфорд Сіті            | 1:1     | Манчестер Юнайтед        |
| 17 січня Перегравання | Манчестер Юнайтед        | 2:0     | Бредфорд Сіті            |
| 13 січня              | Галл Сіті                | 2:3     | Вест Гем Юнайтед         |
| 13 січня              | Клептон Орієнт           | 0:2     | Міллволл                 |
| 13 січня              | Олдем Атлетік            | 0:1     | Мідлсбро                 |
| 13 січня              | Челсі                    | 1:0     | Ротергем Каунті          |
| 13 січня              | Гаддерсфілд Таун         | 2:1     | Бірмінгем Сіті           |
| 13 січня              | Блайт Спартанс           | 0:3     | Сток                     |
| 13 січня              | Кардіфф Сіті             | 1:1     | Вотфорд                  |
| 17 січня Перегравання | Вотфорд                  | 2:2     | Кардіфф Сіті             |
| 22 січня Перегравання | Кардіфф Сіті             | 2:1     | Вотфорд                  |
| 13 січня              | Мертір Таун              | 0:1     | Вулвергемптон Вондерерз  |
| 13 січня              | Абердер Атлетик          | 1:3     | Престон Норт-Енд         |
| 13 січня              | Віган Боро               | 4:1     | Бат Сіті                 |

## Другий раунд
До другого раунду увійшли переможці першого раунду. 
| Дата                  | Господарі                | Рахунок | Гості                    |
| --------------------- | ------------------------ | ------- | ------------------------ |
| 3 лютого              | Бристоль Сіті            | 0:3     | Дербі Каунті             |
| 3 лютого              | Бері                     | 3:1     | Сток                     |
| 3 лютого              | Саут Шилдс               | 0:0     | Блекберн Роверз          |
| 7 лютого Перегравання | Блекберн Роверз          | 0:1     | Саут Шилдс               |
| 3 лютого              | Лестер Сіті              | 0:1     | Кардіфф Сіті             |
| 3 лютого              | Венсдей                  | 2:1     | Барнслі                  |
| 3 лютого              | Болтон Вондерерз         | 3:1     | Лідс Юнайтед             |
| 3 лютого              | Вулвергемптон Вондерерз  | 0:2     | Ліверпуль                |
| 3 лютого              | Мідлсбро                 | 1:1     | Шеффілд Юнайтед          |
| 8 лютого Перегравання | Шеффілд Юнайтед          | 3:0     | Мідлсбро                 |
| 3 лютого              | Вест-Бромвіч Альбіон     | 2:1     | Сандерленд               |
| 3 лютого              | Тоттенгем Готспур        | 4:0     | Манчестер Юнайтед        |
| 3 лютого              | Брайтон енд Гоув Альбіон | 1:1     | Вест Гем Юнайтед         |
| 7 лютого Перегравання | Вест Гем Юнайтед         | 1:0     | Брайтон енд Гоув Альбіон |
| 3 лютого              | Плімут Аргайл            | 4:1     | Бредфорд Парк-Авеню      |
| 3 лютого              | Міллволл                 | 0:0     | Гаддерсфілд Таун         |
| 7 лютого Перегравання | Гаддерсфілд Таун         | 3:0     | Міллволл                 |
| 3 лютого              | Челсі                    | 0:0     | Саутгемптон              |
| 7 лютого Перегравання | Саутгемптон              | 1:0     | Челсі                    |
| 3 лютого              | Чарльтон Атлетік         | 2:0     | Престон Норт-Енд         |
| 3 лютого              | Віган Боро               | 2:4     | Квінз Парк Рейнджерс     |

## Третій раунд
До третього раунду увійшли переможці другого раунду. 
| Дата                   | Господарі            | Рахунок | Гості                |
| ---------------------- | -------------------- | ------- | -------------------- |
| 24 лютого              | Бері                 | 0:0     | Саутгемптон          |
| 28 лютого Перегравання | Саутгемптон          | 1:0     | Бері                 |
| 24 лютого              | Ліверпуль            | 1:2     | Шеффілд Юнайтед      |
| 24 лютого              | Гаддерсфілд Таун     | 1:1     | Болтон Вондерерз     |
| 28 лютого Перегравання | Болтон Вондерерз     | 1:0     | Гаддерсфілд Таун     |
| 24 лютого              | Кардіфф Сіті         | 2:3     | Тоттенгем Готспур    |
| 24 лютого              | Дербі Каунті         | 1:0     | Венсдей              |
| 24 лютого              | Квінз Парк Рейнджерс | 3:0     | Саут Шилдс           |
| 24 лютого              | Вест Гем Юнайтед     | 2:0     | Плімут Аргайл        |
| 24 лютого              | Чарльтон Атлетік     | 1:0     | Вест-Бромвіч Альбіон |

## Четвертий раунд
У цьому раунді зіграли переможці попереднього етапу.
| Дата                    | Господарі            | Рахунок | Гості            |
| ----------------------- | -------------------- | ------- | ---------------- |
| 10 березня              | Саутгемптон          | 1:1     | Вест Гем Юнайтед |
| 14 березня Перегравання | Вест Гем Юнайтед     | 1:1     | Саутгемптон      |
| 19 березня Перегравання | Вест Гем Юнайтед     | 1:0     | Саутгемптон      |
| 10 березня              | Квінз Парк Рейнджерс | 0:1     | Шеффілд Юнайтед  |
| 10 березня              | Тоттенгем Готспур    | 0:1     | Дербі Каунті     |
| 10 березня              | Чарльтон Атлетік     | 0:1     | Болтон Вондерерз |

## Півфінали
У півфіналах зіграли команди, що перемогли на попередньому етапі.
| Дата       | Господарі        | Рахунок | Гості           |
| ---------- | ---------------- | ------- | --------------- |
| 24 березня | Вест Гем Юнайтед | 5:2     | Дербі Каунті    |
| 24 березня | Болтон Вондерерз | 1:0     | Шеффілд Юнайтед |

## Фінал
| 28 квітня 1923 |

| Болтон Вондерерз | 2:0      | Вест Гем Юнайтед |
| ---------------- | -------- | ---------------- |
| Джек 2' Сміт 53' | Протокол |                  |

| Вемблі, Лондон Глядачів: 126 047 Арбітр: Девід Ассон |